# Galyon Hone
Galyon Hone (ca. 1467 - 1551/52) was een Vlaams brandglasmaker werkzaam in Engeland. Hij was er koninklijk glazenier van Hendrik VIII.

## Leven
Hone werd in 1492 meester in de Antwerpse Sint-Lucasgilde. De Liggeren van dat jaar vermelden hem als Gheleyn van Brugge. Als hij zoals gebruikelijk ongeveer 25 jaar was bij zijn meesterproef, moet hij rond 1467 zijn geboren.
Op een onbekend tijdstip en om niet nader bekende redenen emigreerde Hone naar Engeland, waar de vorsten prijs stelden op de Vlaamse glazeniers met hun narratieve stijl en nieuwe technieken. Hij vestigde zich in Southwark en werkte onder zijn landgenoot Barnard Flower, de King's Glazier. Na de dood van Flower vinden we Hone in 1520 terug in Guînes, waar hij glas-in-loodramen maakte voor een zomerpaleis van Hendrik VIII. Datzelfde jaar werd hij officieel aangesteld tot de opvolger van Flower. Als King's Glazier plaatste hij brandglas in de kapellen van Eton College (1521-23) en Hampton Court. Behalve de koning deden ook andere hooggeplaatste hovelingen een beroep op hem. Zijn grootste en tevens best bewaarde werk is de bijdrage die hij in 1526-1531 leverde aan de King's College Chapel van Cambridge, waaronder het grote oostraam. Mogelijk legde hij hiervoor contact met Dirk Vellert uit Antwerpen. In 1532-33 nam hij de grote hal van Hampton Court voor zijn rekening.
Dat Hone op sterke waardering kon rekenen, mag blijken uit de toelating die hij in 1533 bekwam om vier buitenlandse assistenten in dienst te nemen, bovenop de twee die wettelijk waren toegestaan. Anticiperend op de inperking van de bewegingsruimte onder invloed van Thomas Cromwell, vroeg en bekwam hij twee jaar later permanent verblijfsrecht in Engeland. De koninklijke patentbrief vermeldde hem als Galien Hone, of Southwerk, glazier, a native of Holland [sic], and born subject of the Emperor. Toch konden deze voorzorgen hem niet volledig beschermen tegen de Worshipful Glazier's Company, een Londense gilde die buitenlandse concurrentie probeerde te weren. De Company arresteerde Hone terwijl hij in 1538 met zijn landgenoot en collega James Nicholson binnen haar rechtsgebied glas aan het plaatsen was. Door de tussenkomst van machtige vrienden kwamen de twee vrij en troffen ze een regeling met de Company. Niettemin werd Hone in 1542/43 nogmaals aangehouden. Hij verloor een proces maar kon toch zijn beroep verderzetten.
De Reformatie was slecht nieuws voor de glazeniers. Niet alleen zagen ze hun levenswerk grotendeels verwoest, ook hun business stortte in. In het geval van Hone is dit gedocumenteerd: in 1541 had hij nog vijf bedienden en een vermogen geschat op £ 40. Vier jaar later bleef daar twintig shilling van over. Dat was ook het bedrag dat hij in augustus 1551 ontving voor zijn laatst bekende opdracht aan de Mariakerk van Rotherhithe. De dood van Hone wordt gesitueerd in 1551/52.